# 噴火警報
噴火警報（ふんかけいほう）とは、日本において、火山の噴火による重大な災害が起こる恐れがある場合に気象庁が発表する警報である。なお、噴火警戒レベル4以上または居住地域厳重警戒相当の噴火警報は特別警報にあたる。国内すべての活火山を対象として、気象庁が2007年（平成19年）12月1日から発表を開始した。
噴火警報は火山によって、居住地域を含めた広域に対する警報と、火口周辺に対する警報、火山の周辺海域に対する警報に細かく分かれている。また、噴火警報の前段階として噴火予報がある。

## 定義
気象業務法第13条が定める一般の利用に適合する警報の1種（他には気象警報、地震動警報（緊急地震速報）、津波警報等がある）で、気象業務法施行令第4条により「火山現象警報」として、また同第5条により「火山現象特別警報」として、それぞれ定められている。
噴火警報の開始以前は、「緊急火山情報」「臨時火山情報」「火山観測情報」の3種類の情報を発表する体制となっていた。これらは気象業務法で定められた「警報」ではなく、あくまで防災上の注意事項という扱いであった。しかし、防災上の必要性から2007年に法律が改正され、噴火警報へと切り替えられると同時に「警報」の扱いとなった。

## 噴火警報・噴火予報の区分と基準
生命に危険を及ぼすような大きな噴石、火砕流、融雪型火山泥流（ラハール）等が短時間で到達すると予想される範囲により、噴火警報は2段階に分けられる。
警戒範囲が主に火口周辺であって、前記のような火砕流等が発生しても居住地域までは到達しないと予想される場合には警報相当の噴火警報（火口周辺警報、または噴火警報（周辺海域））が発表される。一方、火砕流等が発生し居住地域まで到達すると予想される場合には特別警報相当の噴火警報（噴火警報（居住地域））が発表される。噴火警戒レベルが導入されておらず常時監視対象ではない海底火山では、特別警報相当の噴火警報が設定されていない。
なお噴火警報レベル5が初めて適用されたのは、2015年5月の口永良部島における火山の噴火のケースである。

### 噴火警戒レベルが導入されている火山
| 呼称                                   | 区分     | 対応する 噴火警戒レベル   | 対象範囲                                         | 火山活動 | 避難など                                                                                       |
| -------------------------------------- | -------- | ------------------------- | ------------------------------------------------ | --- | ---------------------------------------------------------------------------------------------- |
| 噴火警報（居住地域） 別称:噴火警報     | 特別警報 | 5 避難                    | 火口を中心とし、居住地域を含む広い地域           | 居住地域に重大な被害をもたらす火山活動（噴火）が発生した、あるいはその恐れが高く切迫した状態にある。               | 危険な地域ではすべての住民が避難する。                                                         |
| 噴火警報（居住地域） 別称:噴火警報     | 特別警報 | 4 高齢者等避難            | 火口を中心とし、居住地域を含む広い地域           | 居住地域に重大な被害をもたらす火山活動（噴火）が発生すると予想され、その恐れが高まっている。                       | 災害時要援護者は避難する。危険な地域ではほかの住民も避難の準備を行う。                         |
| 噴火警報（火口周辺） 別称:火口周辺警報 | 警報     | 3 入山規制                | 火口内、および居住地域に近い場所も含む火口周辺部 | 生命に危険を及ぼす火山活動（噴火）が発生し、居住地域の近くにも及んだ、あるいはその恐れがある。                     | 状況に応じて、登山禁止や入山規制などが行われる。災害時要援護者の避難準備が行われる場合もある。 |
| 噴火警報（火口周辺） 別称:火口周辺警報 | 警報     | 2 火口周辺規制            | 火口内から火口周辺部まで                         | 火口内や火口の周辺部で、生命に危険を及ぼす火山活動（噴火）が発生した、あるいはその恐れがある。                     | 火口周辺は立ち入りが規制される。                                                               |
| 噴火予報                               | 予報     | 1 活火山であることに 留意 | 火口内                                           | 火山活動はほぼ静穏だが、火山灰を噴出するなど活動状態が変化することもある。火口内では生命に危険が及ぶ可能性がある。 | 火口内では立ち入りの規制をする場合がある。                                                     |

### 噴火警戒レベルが導入されていない陸上の火山
| 呼称                                   | 区分     | 警戒事項と呼称          | 対象範囲                                         | 火山活動 |
| -------------------------------------- | -------- | ----------------------- | ------------------------------------------------ | --- |
| 噴火警報（居住地域）※ 別称:噴火警報    | 特別警報 | 居住地域厳重警戒※       | 火口を中心とし、居住地域または山麓を含む広い地域 | 居住地域に重大な被害をもたらす火山活動（噴火）が発生した、あるいはその恐れがある。                                 |
| 噴火警報（火口周辺） 別称:火口周辺警報 | 警報     | 入山危険                | 火口内、および居住地域に近い場所も含む火口周辺部 | 生命に危険を及ぼす火山活動（噴火）が発生し、居住地域または山麓の近くにも及んだ、あるいはその恐れがある。           |
| 噴火警報（火口周辺） 別称:火口周辺警報 | 警報     | 火口周辺危険            | 火口内から火口周辺部まで                         | 火口内や火口の周辺部で、生命に危険を及ぼす火山活動（噴火）が発生した、あるいはその恐れがある。                     |
| 噴火予報                               | 予報     | 活火山であることに 留意 | 火口内                                           | 火山活動はほぼ静穏だが、火山灰を噴出するなど活動状態が変化することもある。火口内では生命に危険が及ぶ可能性がある。 |

※居住地域が不明確な場合は、警報の呼称を「噴火警報（山麓）」、警戒事項等を「山麓厳重警戒」とする。

### 噴火警戒レベルが導入されていない海底火山
| 呼称                 | 区分 | 警戒事項と呼称          | 対象範囲   | 火山活動                                                                                         |
| -------------------- | ---- | ----------------------- | ---------- | ------------------------------------------------------------------------------------------------ |
| 噴火警報（周辺海域） | 警報 | 周辺海域警戒            | 周辺海域   | 海底火山やその周辺海域に重大な影響をもたらす火山活動（噴火）が発生した、あるいはその恐れがある。 |
| 噴火予報             | 予報 | 活火山であることに 留意 | 火山の真上 | 火山活動はほぼ静穏だが、海水の変色が見られるなど活動状態が変化することもある。                   |

## 伝達
噴火警報が発表された場合の住民や行政機関へ周知・通知は、気象業務法第15条および同法施行令第7条により定められ、一部は義務化されている。気象庁および気象庁からの通知を受けた各機関は、以下のルートで周知・通知を行うこととなっている。
- （義務）気象庁 → 住民
- （義務）気象庁 → NHK
- （義務）気象庁 → 都道府県、消防庁、NTT東日本・西日本
- （義務）気象庁 → 海上保安庁
- （義務）気象庁 → 警察庁
- （努力義務）都道府県 → 関係市町村長 - ※特別警報相当たる居住地域厳重警戒または噴火警戒レベル4および5の場合は、義務
- （努力義務）警察庁、消防庁、NTT東日本・西日本 → 関係市町村長
- （努力義務）海上保安庁 → 航海中および入港中の船舶
- （義務）NHK → 公衆
- （努力義務）市町村長 → 公衆・官公署 - ※特別警報相当たる居住地域厳重警戒または噴火警戒レベル4および5の場合は、義務

## 噴火警報の補足
噴火予報・噴火警報は火山の活動度を5段階に区分し警戒避難体制とリンクさせた気象庁の警報だが、より細かな変化や、避難を必要としない降灰の予報、日々の火山活動状況などは、以下に挙げる別の情報として発表される。特に、登山や火口周辺への立ち入りが可能な噴火予報（噴火警戒レベル1）の段階で、火山活動が高まったものの噴火警報（噴火警戒レベル2以上）への引き上げには及ばないような場合、「火山の状況に関する解説情報」でその旨が伝えられるため、留意が必要である。
- 火山の状況に関する解説情報 - 火山活動が活発化している際、臨時にまたは定期的に発表。火山性地震や火山性微動の回数、噴火や噴煙などの活動状況を報告。注意事項や警戒事項を説明[9]。
- 噴火に関する火山観測報 - 噴火の際に逐次、発生時刻や噴煙の高さなどを報告[10]。
- 火山活動解説資料 - 通常は定期的に（毎月）、必要に応じて臨時に発表。図表を用いて、火山の活動状況を報告し、警戒事項を説明[11]。
- 週間火山概況、月間火山概況、地震・火山月報（防災編） - 火山活動の状況や警戒事項を定期的に、全国まとめて、あるいは地方毎に報告[11]。
- 降灰予報 - 噴火で火山から離れた地域に火山灰降下が予想される際、臨時にまたは定期的に発表[12]。
- 火山ガス予報 - 噴火で居住地域に有毒の火山ガスが到達すると予想される際に発表[13]。

詳細は気象庁のページ「気象庁が発表する火山に関する情報や資料の解説」を参照。

## 噴火警報・噴火予報の意味と防災
噴火警報の運用開始以前は、災害の危険性や情報の意味を分かりやすくするため、おおむね「緊急火山情報」が警報、「臨時火山情報」が注意報、「火山観測情報」が危険度が低い場合の情報という具合で扱われてきた。しかし、情報の分かりにくさは残っていたため「緊急-」と「臨時-」の混同が起きていた。また、噴火予知の精度が低かったため、噴火と情報発表のタイミングがまちまちとなり、避難の開始や立入禁止の設定などが早過ぎたり遅過ぎたりという例が発生していた。2000年の有珠山噴火のように「緊急火山情報」で的確に避難が行われた例もあれば、同年の三宅島・雄山噴火のように「緊急火山情報」が早くから出されながらも大きな噴火が起きず、一方で災害の発生する恐れがあるような活動の際に「緊急火山情報」が出されなかった例もあった。
こういったことから、既存の情報体制に対する非難が強くなり、減災を目指して新しい情報体制を構築することとなった。
現在の噴火警報・噴火予報は、気象業務法が規定する「警報」「予報」と明瞭に対応している。噴火警報は「警報」、噴火予報は「予報」に当たる。「注意報」に関しては、現在の科学では、注意報を発表するにふさわしい状況と警報を発表するにふさわしい状況を区別することが難しい（=事例によって可能・不可能がある）ことから、注意報を発表するにふさわしい状況でも即「警報」となり、噴火警報がその役割を全てカバーしている。

## 噴火警報と受け手の火山防災体制
火山災害の軽減を図るには、火山噴火の情報発表体制の確立とともに、情報の受け手の地元自治体が中心となった住民等の避難体制を構築することが重要である。しかし、2007年11月以前の火山情報については「火山の活動状況のみで表現されていて、住民に対する避難勧告の発令など具体的な防災対応との関連が明確ではない」「火山の活動状況と避難行動の開始時期等をリンクさせた具体的な避難計画や避難に関する検討体制が整備されていない」といった指摘があった。
このため、2006年11月より内閣府等の「火山情報等に対応した火山防災対策検討会」において、気象庁の火山情報の改善や地元の自治体や機関等を中心とした火山防災体制のあり方について検討が行われ、2007年6月には、気象庁が発表する火山情報として、火山の活動状況に応じて必要な防災対応を「平常」「火口周辺規制」「入山規制」「避難準備」「避難」の5段階に区分して示した防災情報である「噴火警戒レベル」を導入するよう提言がなされた。こうした新たな考え方を踏まえ。気象庁では気象業務法を改正し、2007年12月から、全国の火山を対象に噴火警報が、噴火警報に対する入山規制や避難勧告の対象地域等が地域防災計画に定められた火山から噴火警戒レベルの提供が開始されることとなった。その後、同検討会では、2008年3月に、噴火警報の受け手の体制として、噴火時等の住民避難に関して平常時から関係機関が共同検討するための火山防災協議会（都道府県、市町村、気象台、砂防部局、火山専門家等から構成される）の設置等について記述した「噴火時等の避難に係る火山防災体制の指針」が取りまとめられ、2008年4月に中央防災会議に報告された。その後、この「指針」と2011年の「霧島山（新燃岳）に関する政府支援チームの活動」を踏まえて、同年12月27日に中央防災会議において改訂された国全体の防災基本計画において「都道府県による火山防災協議会の設置」「平常時からの火山防災協議会での検討結果に基づく噴火警報と避難勧告の実施」等が明確に定められた。
噴火警報導入後初めて死者の出る火山災害となった2014年9月27日の御嶽山噴火では、噴火警報を発表しない噴火予報（噴火警戒レベル1の「平常」）の段階で水蒸気噴火（マグマを伴わない砕屑物の噴出）と見られる噴火が発生、紅葉シーズンの土曜日の昼間で多くの登山者が山頂付近に居たことなどもあり、第二次世界大戦後の日本の火山災害では最悪となる50人以上の死者を出した。この噴火では、2週間ほど前から火山性地震の増加を観測し気象庁は「火山の状況に関する解説情報」を発表する一方で、山体の膨張や火山性微動が観測されず火山性地震もその後減少したことなどから噴火警戒レベルを引き上げず噴火警報の発表に至らなかった。毎日新聞の報道によれば、噴火の11分前に火山性微動、7分前に山体の膨張が観測されて警戒レベルを上げる準備を始めた矢先の噴火であったという。これに対して、警戒レベルの上げ方を再検証すべきという意見がメディアと火山学者双方から挙がった。
この教訓を受けて、火山噴火予知連絡会は「火山情報の提供に関する検討会」を設置し、分かりやすい火山情報のあり方や活動変化の際の情報伝達の方法の検討を行い、2015年3月に最終報告をまとめた。また気象庁は、対象火山で活動する場合に活火山であることを意識できるよう、2015年5月18日から噴火予報（噴火警戒レベル1）に充てていたキーワード「平常」を「活火山であることに留意」とする表現の変更を行った。また、2015年8月から、噴火が発生した場合に登山者などに迅速な通知を行う「噴火速報」の発表を開始する予定である。